# Weltgipfel zur Informationsgesellschaft
Weltgipfel zur Informationsgesellschaft (franz. Sommet Mondial sur la Société de l'Information, engl. World Summit on the Information Society) ist ein von den Vereinten Nationen gesponserter Weltgipfel zu den Themen Information und Kommunikation. Er wurde nach einem Beschluss der Vereinten Nationen von der Internationalen Fernmeldeunion (ITU) durchgeführt und bestand aus zwei Teilen.
Der erste Teil fand vom 10. bis 12. Dezember 2003 in Genf (Schweiz) statt und hatte etwa 12.000 Besucher. Zum zweiten Teil vom 16. bis 18. November 2005 in Tunis (Tunesien) kamen etwa 17.000 Delegierte aus 175 Ländern.

## Diskussionsthemen

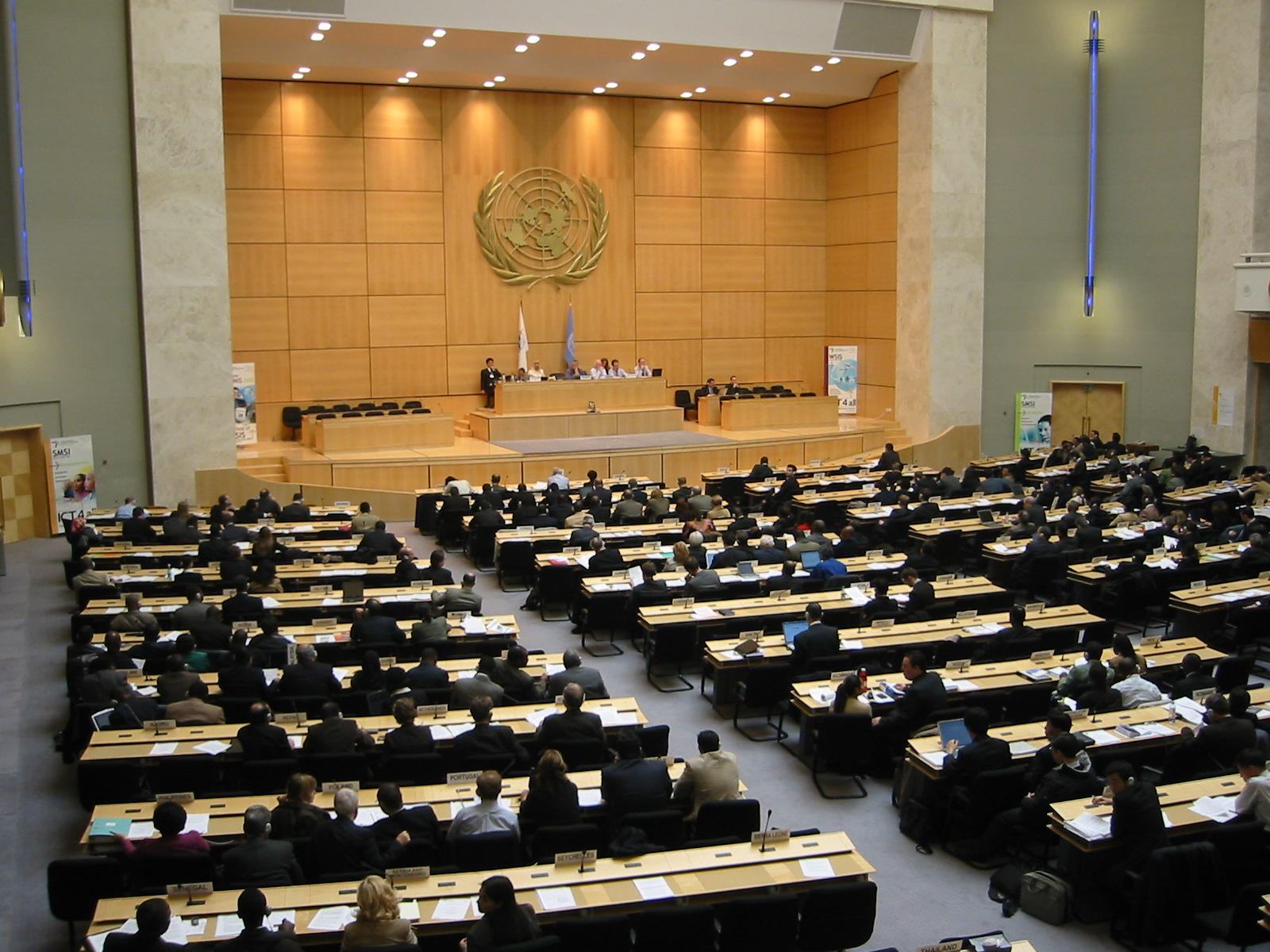
Weltgipfel zur Informationsgesellschaft

- Gemeinsames Verständnis der Informationsgesellschaft
- Wege zur Verringerung der Digitalen Spaltung, vor allem zwischen Industrie- und Entwicklungsländern, aber auch zwischen Arm und Reich, zwischen Geschlechtern sowie zwischen Generationen.
  - Aufbau und Finanzierung der benötigten technischen Infrastruktur
  - Anschluss von Behörden, Krankenhäusern, Schulen und anderen Einrichtungen an moderne Kommunikationsnetze.
  - Errichtung und Erweiterung von universellem und gleichem Zugang zu Informationen und Wissen
  - Erhalt sprachlicher und kultureller Vielfalt
- Der Anspruch auf intellektuelles Eigentum gegenüber dem Recht auf Wissen als öffentliches, unkommerzielles Gut
- Informations- und Meinungsfreiheit, Datenschutz, Schutz der Privatsphäre, Menschenrecht auf Kommunikation
- Sicherheit des Informationsnetzes
- Internet Governance

Siehe auch: Weltinformationsordnung

## Ablauf und Ergebnisse

### 2002 und 2003
Vorbereitungen zum 1. Teil: Auf internationalen Konferenzen wurde über die praktische Durchführung und die Inhalte diskutiert. Ursprünglich waren drei Konferenzen (PrepCom 1 bis 3) geplant, da aber keine Einigung erzielt werden konnte, ob der 1. Teil konkrete Ergebnisse in Form eines Abschlussdokumentes liefern soll, fanden drei zusätzliche Konferenzen statt, wobei die Einigung auf der letzten Notkonferenz nur 19 Stunden vor dem Gipfelbeginn zustande kam. Zusätzlich wurden regionale Vorbereitungskonferenzen veranstaltet: eine afrikanische in Bamako, eine paneuropäische in Bukarest, eine ost- und eine westasiatische sowie eine lateinamerikanische.

### Genf, 10. bis 12. Dezember 2003
Der 1. Teil des WSIS fand in Genf statt. Hier wurden die Ergebnisse der 1. Phase der Vorbereitungen diskutiert und zwei wesentliche Dokumente verabschiedet:
- Geneva Declaration of Principles (Genfer Prinzipienerklärung)
- Geneva Plan of Action (Genfer Aktionsplan)

### 2004 und 2005
Zwei Themen wurden in Genf ausgeklammert, weil man sich in den vorbereitenden Verhandlungen nicht einigen konnte. Es waren die Themen Internet Governance und Finanzierung. Der Generalsekretär der Vereinten Nationen, Kofi Annan wurde gebeten, zwei Arbeitsgruppen einzurichten, die diese Themen erarbeiten und zum zweiten Teil des Gipfels ihren Bericht vorlegen sollten. Daraufhin wurden die
- Arbeitsgruppe zur Internet Governance (WGIG) und die
- Task Force on Financing Mechanisms (TFFM)

eingerichtet, die im Sommer 2005 ihre Berichte vorlegten.

### Tunis, 16. bis 18. November 2005
Der 2. Teil fand in Tunis statt. Dort wurden die Beschlüsse aus dem 1. Teil bestätigt und es wurden zwei weitere Erklärungen verabschiedet:
- Tunis Commitment (Tunis Verpflichtung)
- Tunis Agenda for the Information Society (Tunis Agenda für die Informationsgesellschaft).

Ein verbindliches Finanzierungsmodell zur Überwindung der Digitalen Kluft im Sinne eines Digitalen Solidaritätsfonds wurde von den meisten Staaten abgelehnt. Kurz vor dem offiziellen Beginn des Gipfels einigten sich die teilnehmenden Staaten auf eine Kompromisslösung, was die Zukunft der Internet Governance betrifft. Demnach wurde die Aufsichtsfunktion der USA über ICANN nicht angetastet, es wird jedoch ein internationales Internet Governance Forum (IGF) geschaffen werden, das alle relevanten Belange der Internet Governance erörtern soll, die nicht von anderen Gremien aufgenommen werden.
Der Gipfel in Tunis war begleitet von Übergriffen der Sicherheitskräfte auf kritische Journalisten sowie auf Organisatoren von parallelen Veranstaltungen.